# Entodon sullivantii
Entodon sullivantii är en bladmossart som först beskrevs av Mitten, och fick sitt nu gällande namn av U. Mizushima 1960. Entodon sullivantii ingår i släktet Entodon och familjen Entodontaceae. Inga underarter finns listade i Catalogue of Life.